# ماركو شاريتش
ماركو شاريتش (بالصربية السيريلية: Марко Шарић)‏ هو لاعب كرة قدم صربي في مركز الوسط، ولد في 28 نوفمبر 1998 في زمون ‏ في صربيا. لعب مع نادي تشوكاريتشكي.

## وصلات خارجية
- ماركو شاريتش على موقع قاعدة بيانات كرة القدم.إي يو (الإنجليزية)
- ماركو شاريتش على موقع بيانات كرة القدم. دي إي (الألمانية)
- ماركو شاريتش على موقع Soccerbase.com (لاعب) (الإنجليزية)
- ماركو شاريتش على موقع Soccerway.com (الإنجليزية)
- ماركو شاريتش على موقع عالم كرة القدم.نت (الإنجليزية)